# Репс, Юрий Петрович
Юрий Петрович Репс (латыш. Juris Reps; род. 26 марта 1944, Рига, Латвийская ССР, СССР) — советский и латвийский хоккеист, нападающий.

## Биография
Юрий Репс — воспитанник детско-юношеской спортивной школы «Динамо» (Рига), за которую он начал играть в 1957 году. С 1959 года играл за команду «Вагоностроитель» (Рига), а в 1962—1967 годах выступал в чемпионатах СССР за рижскую команду «Даугава». За время выступлений за команду «Даугава» Юрий Репс забросил 126 шайб в 217 матчах (по другим данным, он забросил 156 шайб, из которых 15 были в высшей лиге, а остальные — в первой лиге чемпионата СССР).
В 1967—1977 годах Юрий Репс выступал за команду «Динамо» (Москва), забросив 134 шайбы в матчах чемпионата СССР (по другим данным — 132 или 133 шайбы в 351 матче). За это время в составе своей команды он три раза становился серебряным призёром и четыре раза — бронзовым призёром чемпионата СССР, в 1969 году был включен в список 34 лучших игроков сезона. Его партнёрами по тройке нападения в разные годы были Владимир Юрзинов, Игорь Самочёрнов, Михаил Титов и Анатолий Мотовилов.
В составе сборной СССР в 1969—1970 годах сыграл в трёх товарищеских матчах (два против сборной Финляндии и один против сборной Швеции), забросив одну шайбу в ворота финской команды. Кроме этого, в составе сборной команды СССР-II он принимал участие в Международном хоккейном турнире 1967 года в Москве (первом из последующей серии турниров на призы газеты «Известия»), проведя пять игр и забросив одну шайбу. В составе сборной СССР-II он стал серебряным призёром этого турнира.
В 1977—1981 годах Юрий Репс выступал за команду «Динамо» (Рига), забросив за это время 24 шайбы в матчах чемпионата СССР. По совокупности выступлений за клубы Москвы и Риги входил в сотню самых результативных игроков чемпионата страны — «Клуб 100 бомбардиров».
В 1991—1993 годах Юрий Репс играл за команду «Вецмейстарс» («ветераны» или «старые мастера»), выступавшую в хоккейном чемпионате Латвии.
В 1992—1994 годах Юрий Репс работал старшим тренером хоккейной команды «Динамо» (Рига).

## Достижения
- Серебряный призёр Московского международного хоккейного турнира (в составе сборной СССР-II) — 1967[5].
- Серебряный призёр чемпионата СССР — 1971, 1972, 1977[1].
- Бронзовый призёр чемпионата СССР — 1968, 1969, 1974, 1976[1].
- Обладатель Кубка СССР — 1972, 1976[2].
- Финалист Кубка СССР — 1969, 1970, 1974[2].
- Чемпион Зимней Универсиады — 1968[2][8].
- Обладатель Кубка Торонто — 1971, 1972[1].
- Обладатель Кубка Ахерна — 1975, 1976[1].